# Epsilogaster bicolor
Epsilogaster bicolor är en stekelart som beskrevs av Whitfield och Mason 1994. Epsilogaster bicolor ingår i släktet Epsilogaster och familjen bracksteklar. Inga underarter finns listade i Catalogue of Life.